# مستعمره‌نشین رد ریور
مستعمره‌نشین رد ریور (به لاتین: Red River Colony) یک اراضی خالصه در پادشاهی متحد بریتانیای کبیر و ایرلند است. این مستعمره‌نشین یک پروژه استعماری بود که در سال ۱۸۱۱ توسط توماس داگلاس، پنجمین ارل سلکریک در محدوده‌ای بالغ بر ۳۰۰٬۰۰۰ کیلومتر مربع (۱۲۰٬۰۰۰ مایل مربع) و به تضمین هادسونز بی کمپانی برنامه‌ریزی گردید. مستعمره‌نشین رد ریور در قلمرو روپرتز لند و نزدیک خلیج هادسون کانادا قرار داشت

## نگارخانه

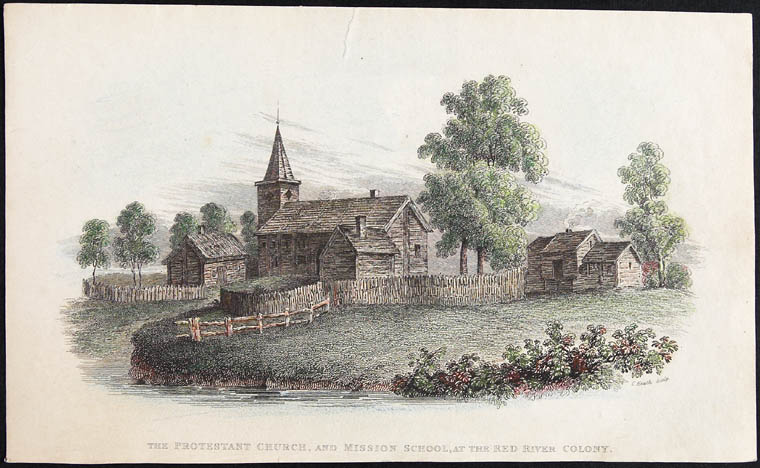
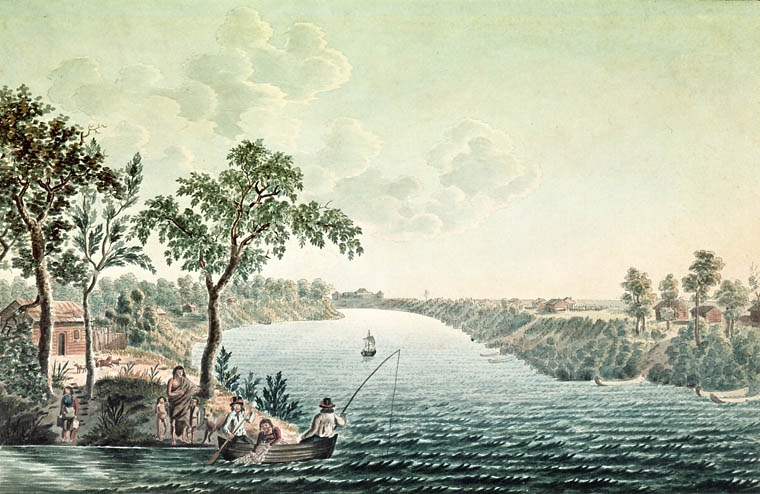
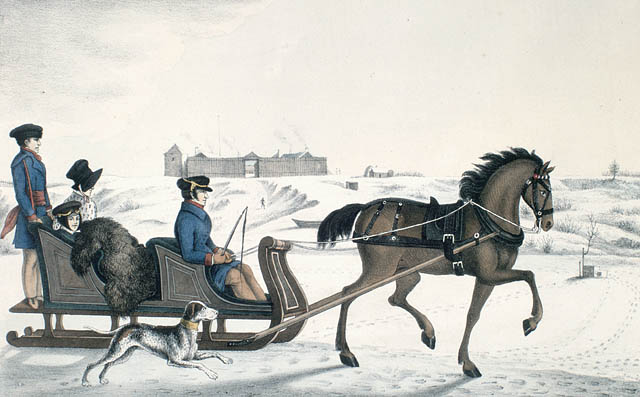